# Transition Region and Coronal Explorer
TRACE (Transition Region and Coronal Explorer) je vesmírný teleskop americké agentury NASA, zaměřený na studium sluneční fotosféry, koróny a koronálních smyček. Start se konal 2. dubna 1998 na kalifornské základně Vandenberg. Družice byla vynesena raketou Pegasus XL a umístěna na polární oběžnou dráhu se sklonem 97,8°, výškou apogea přibližně 640 km a dobou oběhu 97 minut. Postavilo ji středisko NASA Goddard Space Flight Center, hlavními subdodavateli byly firma Lockheed Martin, Stanford Lockheed Institute for Scientific Research, Stanfordova univerzita a Smithsonian Astrophysical Observatory.

## Popis

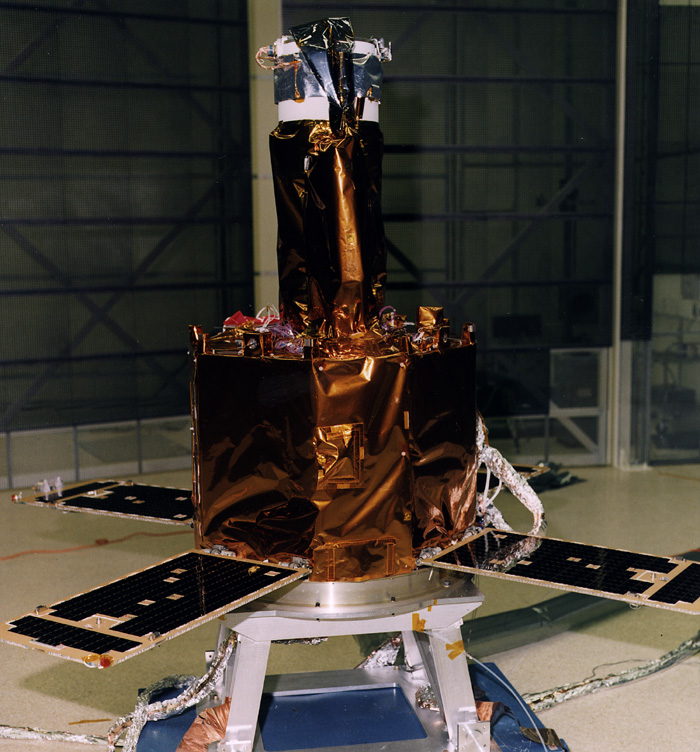
TRACE během montáže

TRACE je tříose stabilizovaná družice, vybavená čtyřmi panely slunečních baterií s průměrným příkonem 85 wattů (maximálně 222 W), dobíjejícími akumulátorovou baterii s kapacitou 9 ampérhodin. Nese dalekohled typu cassegrain s ohniskovou délkou 8,66 m o průměru hlavního zrcadla 0,3 m a sekundárního o průměru 60 mm pro pozorování sluneční koróny a chromosféry a přechodové oblasti mezi slunečním povrchem a extrémně horkými vrstvami atmosféry v oblasti extrémního ultrafialového záření (17-160 nm). Připojená kamera má zorné pole o rozměrech 8,5'×8,5' a rozlišovací schopnost 1". Příkon slunečních baterií činí 200 W. Jako doplňující experiment nese vzorek nových velmi výkonných fotovoltaických článků. Telemetrický systém pracuje v pásmu S, má výkon výkon 2 W a přenosová rychlost je 2,25 Mbit/s. Palubní polovodičová záznamová jednotka má kapacitu 300 MB. Orientační a stabilizační systém využívá pro zjištění orientace jeden digitální a šest hrubých detektorů Slunce, tři inerciální měřící gyroskopy a tříosý magnetometr. Jako výkonné prvky pak slouží tři magnetické cívky a čtyři silové setrvačníky.